# Christliche Studentenverbindung

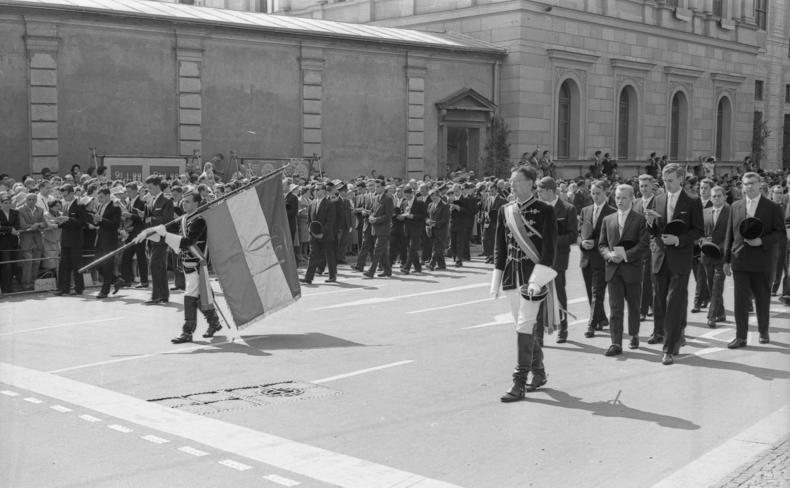
Fronleichnamsprozession in München mit Studentenverbindungen

Christliche Studentenverbindungen sind in Mitteleuropa und in einigen anderen Ländern christlich ausgerichtete Studentenverbindungen, bei denen Aspekte der christlichen Werteorientierung und Glaubenspraxis im Mittelpunkt ihres Gemeinschaftslebens stehen. Studentenverbindungen können sowohl überkonfessionell, als auch konfessionell gebunden sein – die meisten sind dezidiert katholisch. 
Die erste christliche Verbindung, Uttenruthia Erlangen, wurde 1836 gegründet, der älteste Dachverband christlicher Studentenverbindungen – der Wingolfsbund – 1844 in Schleiz; beide sind überkonfessionell. Die meisten christlichen Studentenverbindungen entstanden jedoch im späten 19. und im 20. Jahrhundert.

## Merkmale

### Christlicher Glaube

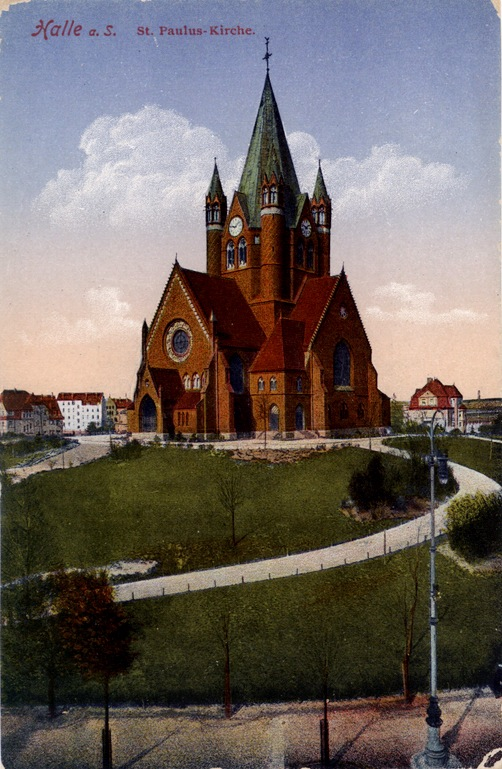
Pauluskirche zu Halle auf einer Couleurkarte des Hallenser Wingolf

Einige wenige christliche Studentenverbindungen verlangen von ihren Mitgliedern lediglich eine grundsätzliche Bereitschaft, sich mit dem christlichen Glauben und christlichen Werten auseinanderzusetzen. Die allermeisten von ihnen bestehen aber auf der Taufe als deutlichem Akt des Bekenntnisses zum Christentum. In einigen Verbindungen ist die Taufe Eintrittsvoraussetzung (Rezeption), in anderen muss sie bis zur Burschung oder Philistration stattgefunden haben. Christliche Studentenverbindungen verstehen sich nur in den seltensten Fällen als Vereinigungen mit missionarischem Auftrag, vertreten aber selbstverständlich den Auftrag Jesu, Menschen an das Evangelium heranzuführen (→Missionsbefehl).
Insbesondere während ihrer Gründungszeit (1830–1880) waren die meisten Mitglieder Theologiestudenten, aber auch heute noch pflegen einige christliche Korporationen dieses Erbe durch theologische Kolloquien und Seminare. Aus den Reihen der christlichen Studentenverbindungen stammen daher mehrere bedeutende Theologen und Kirchenmänner, so zum Beispiel Adolf von Harnack, Albrecht Ritschl, Paul Tillich, Reinhard Marx, Józef Bilczewski und Joseph Ratzinger, heute Ex-Papst Benedikt XVI.
Im Verbindungsalltag finden Institute (d. h. Veranstaltungen des Semesterprogramms) mit christlichem Inhalt statt. Regelmäßiger Gottesdienstbesuch, zumindest vor oder nach der Kneipe, ist üblich. Hinzu kommen christliche Themenabende, Bibelabende oder Exerzitien. Der Wingolf hat seit seiner Gründung eine eigene überkonfessionelle Form der Andacht – die Ernste Feier – hervorgebracht, die vor jeder offiziellen Kneipe gehalten wird.

#### Konfession
Der größte Dachverband christlicher Studentenverbindungen ist der Cartellverband der katholischen deutschen Studentenverbindungen (CV), seine Mitglieder müssen katholisch getauft sein. Der Kartellverband katholischer deutscher Studentenvereine (KV) hat sich, obwohl von Natur aus römisch-katholisch geprägt, in den letzten Jahren auch für Mitglieder anderer Konfessionen geöffnet. Genuin überkonfessionell (ökumenisch) aus Tradition, jedoch vor allem in den Anfangsjahren stark protestantisch geprägt, sind der Wingolfsbund und der Schwarzburgbund. Rein protestantische (evangelische) Verbindungen sind sehr selten. Die untenstehende Auflistung folgt der jeweiligen Verbandssatzung.

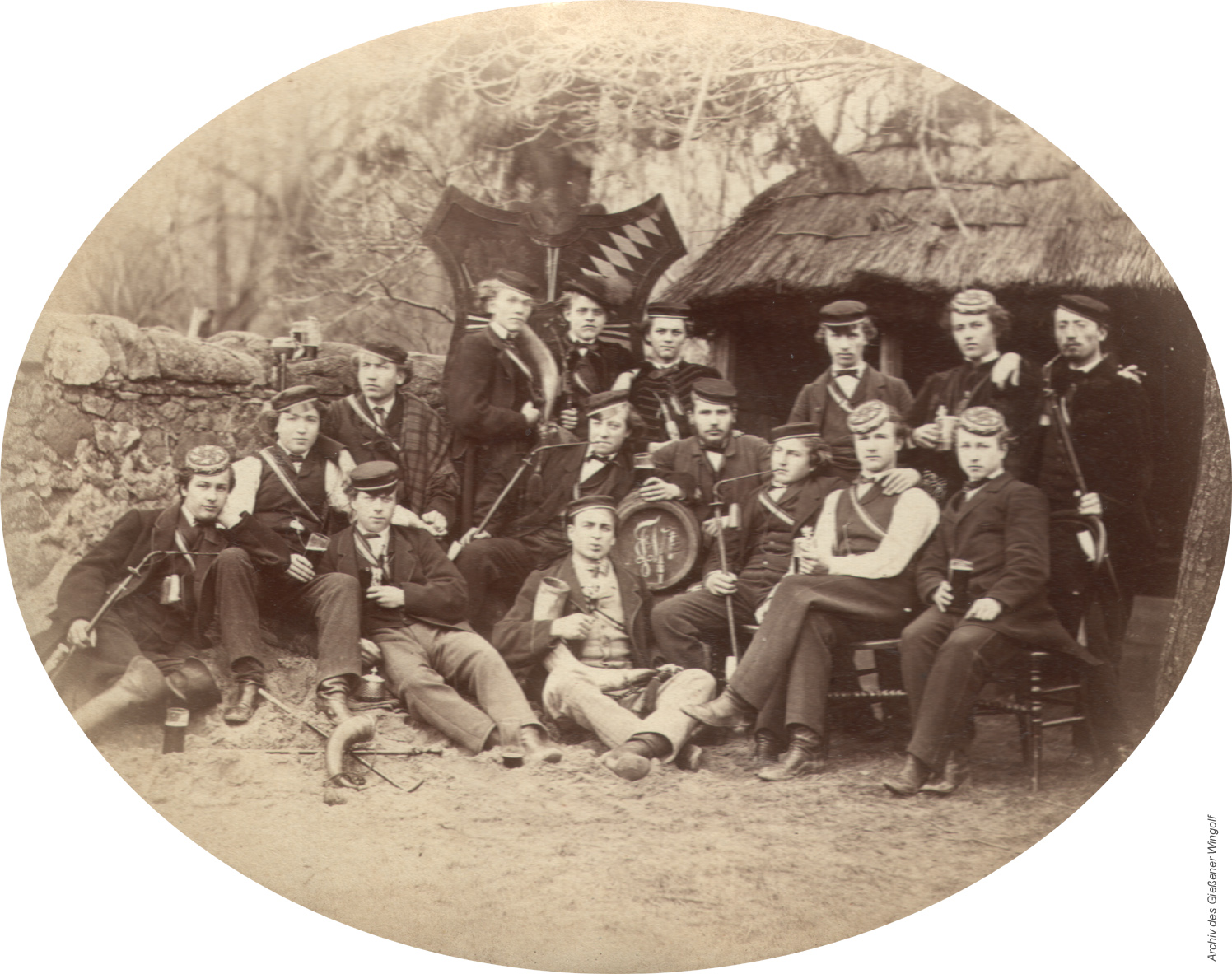
Aktivitas des Gießener Wingolf 1863

### Ablehnung der Mensur
Allen christlichen Studentenverbindungen ist die Ablehnung von Duell und Mensur gemein. Die damit verbundenen Vorstellungen von Ehre und Satisfaktion werden abgelehnt. An die Stelle der zu verteidigenden Ehre der Person tritt die alleinige Ehre Gottes. Der christliche Glaube kennt den Menschen nur als Gegenüber Gottes, der von ihm mit einer unantastbaren Würde ausgestattet ist.

### Stellung in der Verbindungslandschaft
Das Verhältnis zu schlagenden Studentenverbindung wurde immer wieder durch die Auseinandersetzungen um die Duell- und Mensurfrage getrübt. Schließlich konnten aber, zum Beispiel durch die Würzburger Einigungserklärung, die allermeisten Streitigkeiten beigelegt werden. Nach dem Zweiten Weltkrieg verlor der Stand des Studenten endgültig seinen Nimbus und die allgegenwärtige Bedeutung der Satisfaktionsfähigkeit in Militär, Verwaltung, Staat und Gesellschaft verschwand vollständig. Daher ist die Mensurfrage heute vor allem eine Frage des eigenen Geschmacks und Werteorientierung. Trotzdem schauen einige schlagende Verbindungen noch immer spöttisch auf die „Bibelschmeisser“ herab. Mitglieder christlicher Studentenverbindungen bezeichnen Mitglieder schlagender Verbindungen manchmal herabwürdigend als „Schlitzer“. Mitglieder christlicher Studentenverbindung werden seltener auch Bet- oder Bibelbuxen bezeichnet.
Die meisten christlichen Studentenverbindungen tragen vollständige Couleur, andere bezeichnen sich als farbenführend bzw. nicht-farbentragend.
Viele christliche Studentenverbindungen kennen das Prinzip der Mäßigkeit, das die Mitglieder zu vernünftigem Trinken anhält und auch auf viele andere Bereiche des Studentenlebens Einfluss nimmt. Seinen Ausgangspunkt hat dieses „Prinzip“ in der ursprünglichen Ablehnung der sich neu-gründenden christlichen Studentenverbindung gegenüber der allgemein üblichen studentischen Trinkkultur in der ersten Hälfte des 19. Jahrhunderts. Die älteste christliche Studentenverbindung, die Uttenruthia Erlangen legte dagegen Wert auf mäßiges Trinken und Kneipen. Bis heute ist das Mäßigkeitsprinzip zentraler Bestandteil der Statuten oder des Comments vieler Wingolfsverbindungen.

## Liste der Dachverbände christlicher Studentenverbindungen

### Katholische Dachverbände

#### Rein katholische Dachverbände
- Cartellverband der katholischen deutschen Studentenverbindungen (CV), farbentragend
- Cartellverband der katholischen österreichischen Studentenverbindungen (ÖCV), farbentragend
- Kartellverband der katholischen österreichischen Mittelschülerverbindungen (MKV), farbentragend
- Akademischer Bund Katholisch-Österreichischer Landsmannschaften (KÖL), farbentragend

#### Andere Katholische Dachverbände
Hier sind katholische Dachverbände aufgelistet, die sich in verschiedenem Umfang auch für Mitglieder anderer christlicher Konfessionen geöffnet haben.
- Kartellverband katholischer deutscher Studentenvereine (KV), nicht-farbentragend
- Kartellverband katholischer nichtfarbentragender akademischer Vereinigungen Österreichs (ÖKV), nicht-farbentragend
- Verband der Wissenschaftlichen Katholischen Studentenvereine Unitas (UV), nicht-farbentragend
- Unitas-Verband der wissenschaftlichen katholischen Studentenvereine in Österreich (UVÖ), nicht-farbentragend
- Ring Katholischer Deutscher Burschenschaften (RKDB), farbentragend
- Ring Katholischer Akademischer Burschenschaften (RKAB), farbentragend
- Technischer Cartell-Verband (TCV), farbentragend
- Verband katholischer Ferialverbindungen (VkFV), farbentragend

### Protestantische Dachverbände
- Wartburg-Kartell Evangelischer Akademischer Verbindungen, farbentragend

### Ökumenische Dachverbände
- Wingolfsbund (WB), farbentragend, ältester christlicher Dachverband
- Falkensteinerbund
- Katholiek Vlaams Hoogstudentenverbond (KVHV)
- Schwarzburgbund (SB), darunter etwa die Hälfte Burschenschaften, alle Verbindungen bis auf eine Ausnahme farbentragend
- Schweizerischer Studentenverein (Schw. StV oder StV), farbentragend
- Verband farbentragender Mädchen (VfM), farbentragend
- Vereinigung christlicher Studentinnenverbindungen Österreichs (VCS), farbentragend

Als Zusammenschluss mehrerer Dachverbände und Einzelverbindungen:
- Europäischer Kartellverband christlicher Studentenverbände (EKV), Arbeitsgemeinschaft christlicher Studentenverbände